# Franz Tavella
Franz Tavella (La Valle, 10 ottobre 1844 – Bressanone, 12 dicembre 1931) è stato uno scultore austriaco.

## Biografia
Franz Tavella era figlio di Marianna Spisser e di Filipp Tavella, a sua volta probabilmente scultore. Inizialmente lavorò come falegname. Indi si trasferì in Val Gardena presso Ferdinand Demetz il fondatore della scuola d'arte di Ortisei. Il Demetz notò il suo talento artistico e gli insegnò la scultura sul legno. In seguito Tavella si trasferì a Vienna per frequentare per due anni l'Accademia di belle arti ed ebbe come maestro il professor K. König.
Nel 1895 fu premiato a Innsbruck per la statua raffigurante Sant'Anna con Maria, recentemente esposta nella chiesa di San Giacomo Maggiore, parrocchiale di Pieve di Livinallongo. Nel 1897 venne premiato a Bolzano e poi all'Esposizione di Parigi del 1900 per la sua Pietà, conservata nella cappella del cimitero di Bressanone.
Nella sua bottega ad Ortisei formò molti scultori fra cui Johann Baptist Moroder, Rudolf Moroder, Ludwig Moroder di Ortisei e Valentin Gallmetzer di Chiusa.
Nel 1905 Tavella si trasferì a Bressanone, forse per protesta per l'impostazione troppo commerciale della produzione dell'arte sacra gardenese, oppure per motivi di salute. Morì a Bressanone in povertà non accettando nemmeno di vendere al Museo diocesano di Bressanone alcune statue di sua proprietà, offrendo invece in vendita i suoi scalpelli.

## Opere

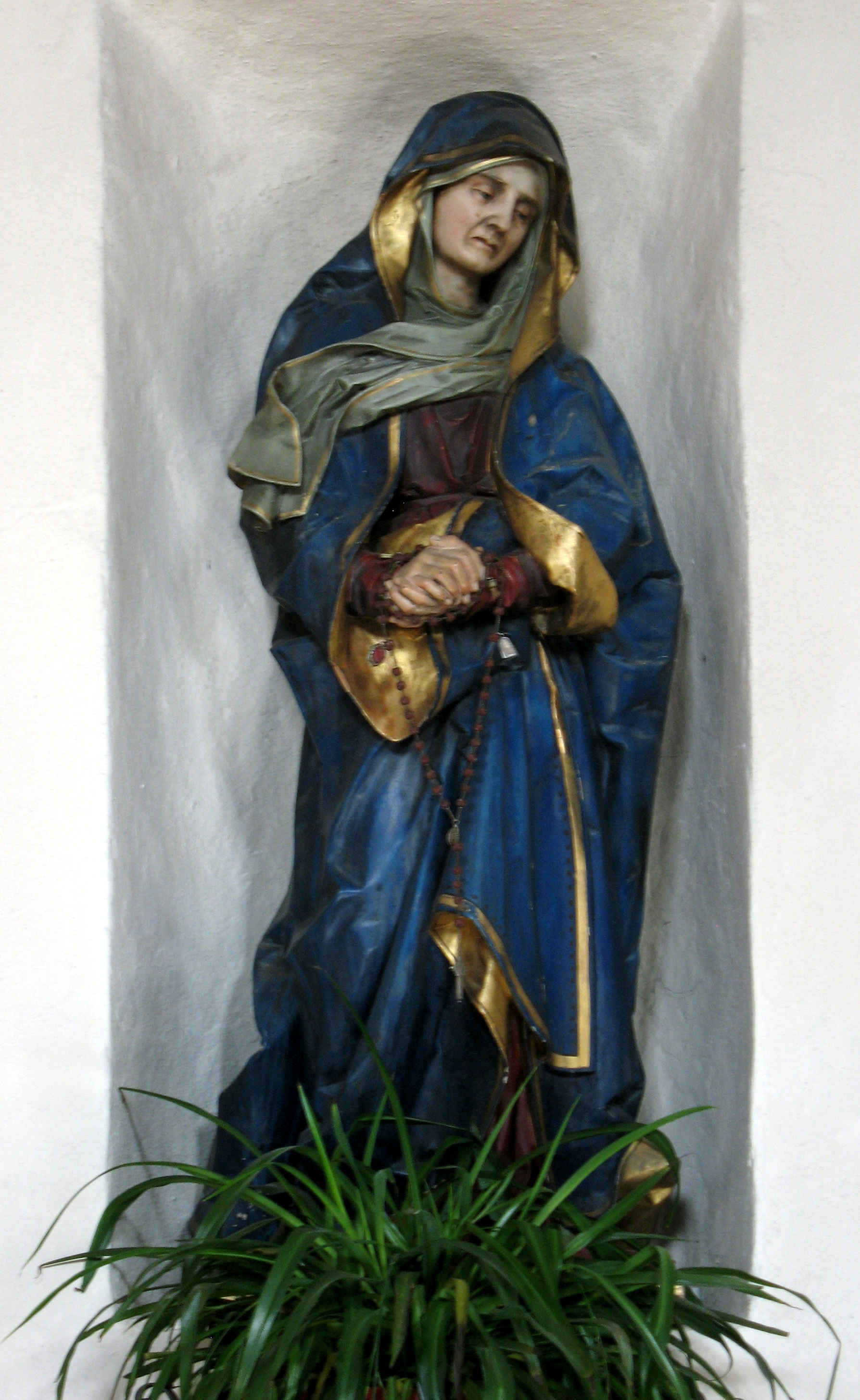
Sant'Anna nella Parrocchia di Colma, frazione di Barbiano.

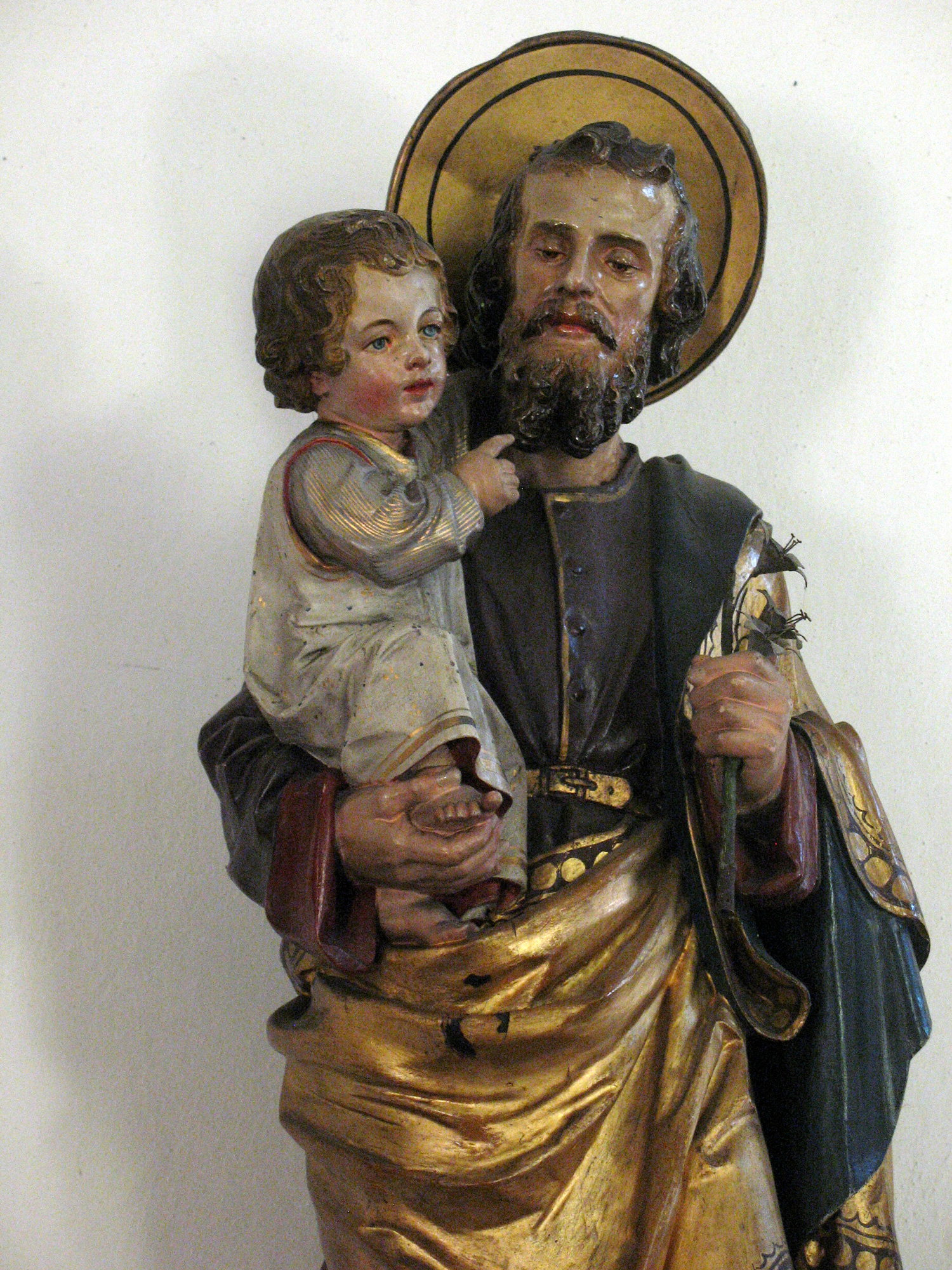
Dettaglio di San Giuseppe nella chiesa parrocchiale San Giuseppe di Campodazzo, frazione di Renon.

### Provincia autonoma di Bolzano
- Bolzano, chiesa dei Francescani, San Giuseppe.

Per la Ca'de Bezzi scolpì una statua lignea della Santa Maddalena (unica opera scultorea presente fra la collezione)
- Colma, chiesa parrocchiale, varie statue.
- Campodazzo, chiesa parrocchiale di San Giuseppe, Gruppo del Rosario 1905.
- Longostagno Renon, chiesa parrocchiale, santi sugli altari laterali 1885; Regina del Rosario, figure in processione.
- Termeno - Soell, Chiesa di S. Maurizio, Madonna con Gesù Bambino sull'altare laterale
- San Felice chiesa parrocchiale.
- Tires, chiesa parrocchiale di San Giorgio, San Giorgio, Sant'Elisabetta e Sant'Agnese 1906 (facciata)
- Bressanone, cimitero, Pietà.
- Valle di Casies, chiesa di Santa Maddalena, Pietà.
- Vipiteno, Soldato di ferro - lo scudo disegnato dal Prof. H. Lach è stato scolpito in legno di cirmolo da Franz Tavella.

#### Ladinia
- Pieve di Livinallongo, Sant'Anna e Maria.
- Badia, Sant'Anna.
- La Valle, Cuore di Gesù.
- La Valle, Pidrô, cappella, Madonna e Bernadetta nella grotta.
- Badia, Santuario di S. Croce: due medaglioni con la Pietà e il Getsemani (firmati F. Tavella 1865).
- La Villa,Chiesa Parrocchiale, Madonna con bambino.
- Pieve di Marebbe Chiesa Parrocchiale, San Giuseppe, Sant'Anna e Maria.
- Cadin-Ampezzo, Cappella Madonna della Salute, sculture nell'altare di marmo.

### Altre regioni
- Castelnuovo (provincia autonoma di Trento), chiesa di Santa Margherita, statua raffigurante Santa Margherita sull'altare maggiore.
  - Parrocchiale di San Leonardo, Madonna del Rosario 1894.
- Borgo Valsugana, pieve della Natività di Maria, Madonna del Rosario.
- Sovere, in provincia di Bergamo, parrocchia di San Martino vescovo: Cristo redentore 1901[1]

### Estero
- Brasile Chácara Nazareth: Sagrado Coração de Jesus - Igreja dos Frades. Diverse opere.
- Brandeburgo Chiesa di Teltow. Altare con crocifisso di grandi dimensioni[2].

## Galleria d'immagini

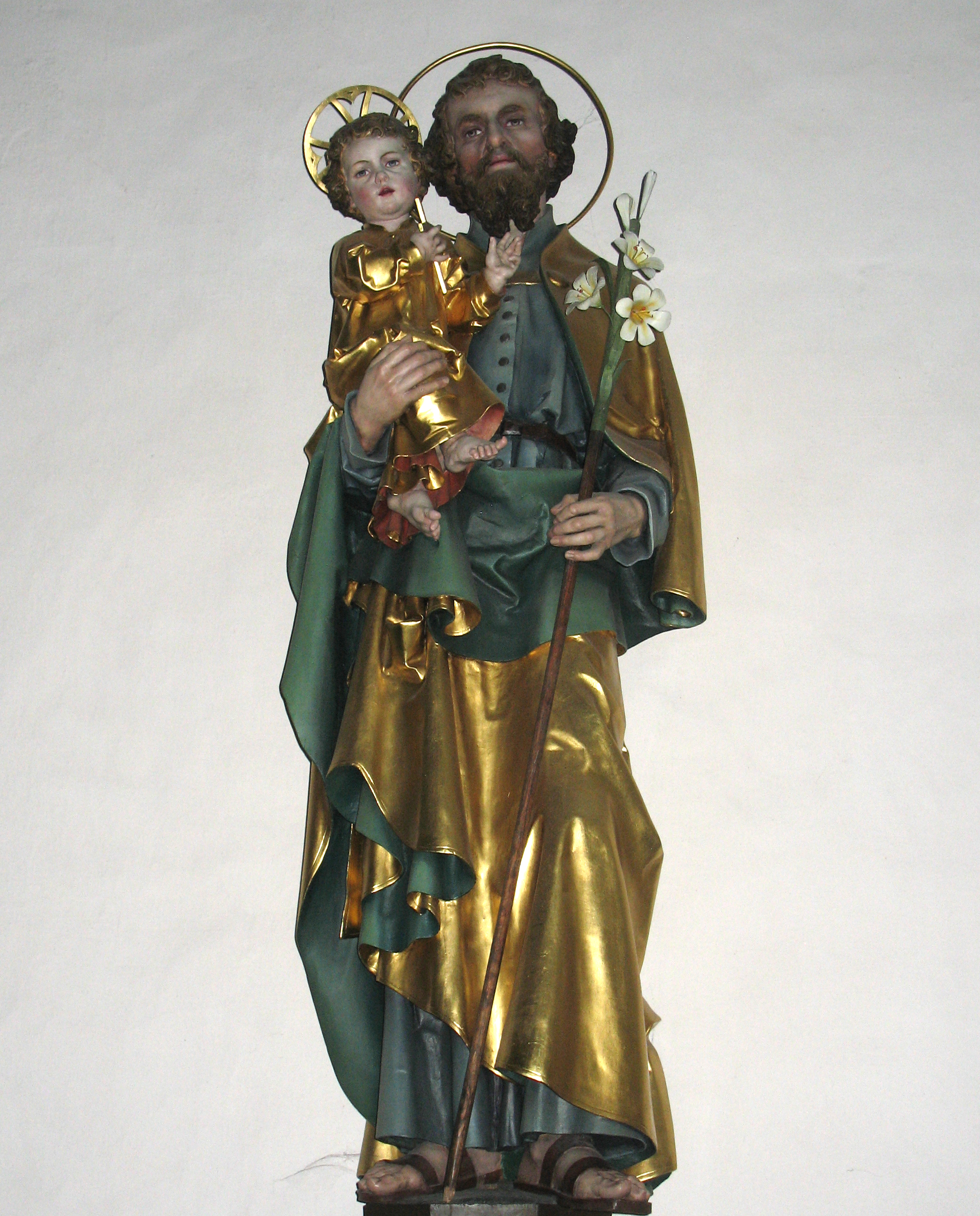
San Giuseppe nella Chiesa dei Francescani di Bolzano
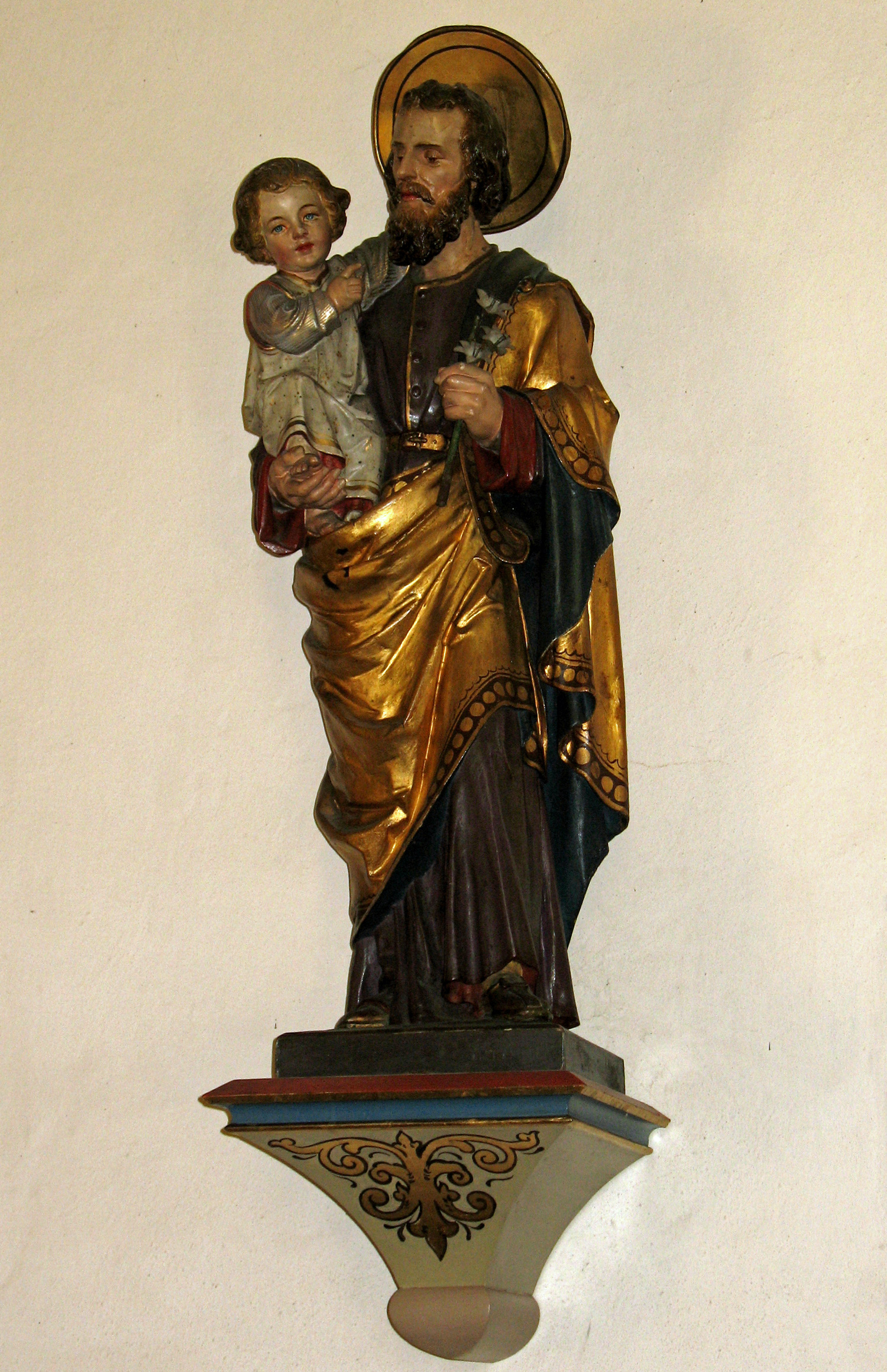
San Giuseppe nella Parrocchia di San Giuseppe a Campodazzo/Renon
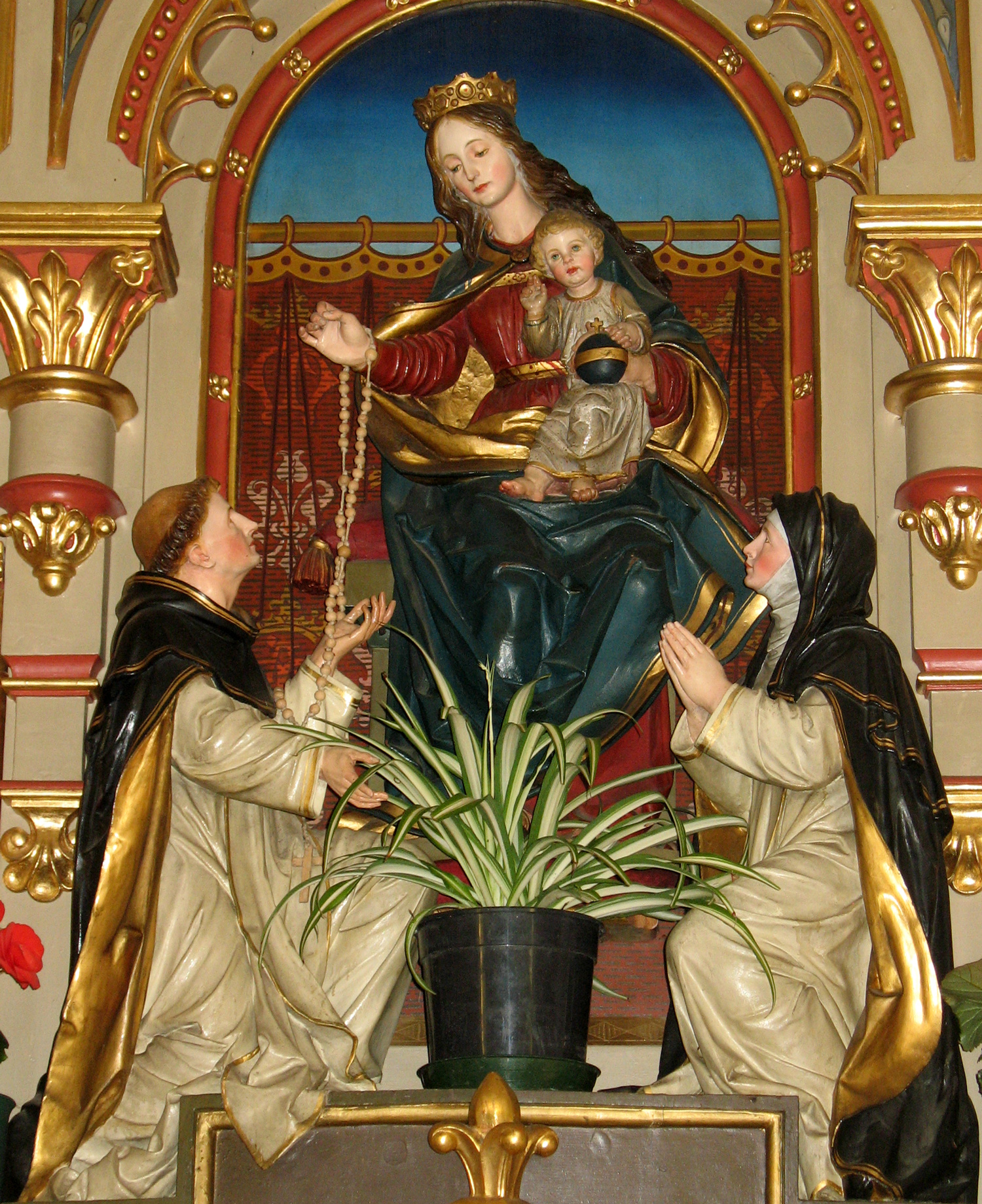
La Madonna del Rosario nella Parrocchia di San Giuseppe a Campodazzo/Renon